# Thomas Delavall
Thomas Delavall (Londra, 1620 – New York, 1682) è stato un ufficiale inglese, noto anche come Delaval o DeLavall.